# Palánki Ferenc
Palánki Ferenc (Balassagyarmat, 1964. március 11. –) debrecen-nyíregyházi megyés püspök, korabbi fidolomai címzetes püspök és egri segédpüspök.

## Pályafutása
Csesztvén nőtt fel, gimnáziumi tanulmányait Balassagyarmaton végezte el. Érettségi után a Győri Közlekedési és Távközlési Műszaki Főiskolára jelentkezett, de nem vették fel, így egy évig segédmunkásként telefonhálózat-szereléssel foglalkozott. Egy év után felvették, s Győrben üzemmérnöki diplomát szerzett. Diplomadolgozatának témája a távbeszélő technika témakörben a ceglédi góckörzet automatizálási terve volt.
1989-ben jelentkezett papnak, majd 1989 és 1994 között az Esztergomi Hittudományi Főiskola növendéke volt. 1994. június 18-án, harmincéves korában szentelték pappá Esztergomban. Augusztus 1-jétől a Váci egyházmegyébe inkardinálódott. 2000-ben a Pázmány Péter Katolikus Egyetem Kánonjogi Posztgraduális Intézetében egyházjogi licenciát szerzett.
Szolgálati helyei:
- 1994–1996: Balassagyarmat – káplán
- 1996–2000: Dorogháza – plébános
- 2000–2005: Püspökszilágy – plébános
- 2005–2010: Váci Propedeutikus Szeminárium – spirituális
- 2010. augusztus 1. – december 27.: budapesti Központi Papnevelő Intézet – spirituális

### Püspökként
2010. december 27-én XVI. Benedek pápa fidolomai címzetes püspöknek és egri segédpüspöknek nevezte ki. Püspökké szentelésére 2011. február 26-án került sor az egri főszékesegyházban Erdő Péter bíboros vezetésével. Püspöki jelmondata: „Jesus est resurrectio et vita” – „Jézus a feltámadás és az élet”.
Felszentelését követően érseki helynöki kinevezést, valamint feladatául kapta Miskolc város lelkipásztorkodásának irányítását kapta. Ezt a feladatot Katona István egri segédpüspöktől vette át, akinek nyugalomba vonulása után, 2013. december 20-án az Egyházi Törvénykönyv 475. kánonja alapján Ternyák Csaba egri érsek általános helynöknek nevezte ki.
Ferenc pápa 2015. szeptember 21-én kinevezte debrecen-nyíregyházi megyés püspöknek. Beiktatása november 14-én délelőtt fél 11-kor volt a debreceni Szent Anna-székesegyházban.

## Díjai, elismerései
- A Magyar Érdemrend középkeresztje (2021)

## Művei
- Az élet a szeretetben teljes. Elmer István beszélgetése Palánki Ferenc debrecen-nyíregyházi megyéspüspökkel; Szent István Társulat, Budapest, 2017 (Pásztorok)
- Hogy a lámpatartóra tegyék. Fekete Károly református püspök, Kocsis Fülöp görögkatolikus érsek, Palánki Ferenc római katolikus megyéspüspök Húsvét üzenetéről; beszélgetőtárs Elmer István; Szt. István Társulat, Budapest, 2019